# Natriumascorbat
Natriumascorbat ist das Natriumsalz der Ascorbinsäure.

## Eigenschaften
Natriumascorbat ist ein weißer, geruchloser Feststoff, welcher sich bei Einwirkung von Licht dunkler färbt.

## Darstellung
Industriell wird Natriumascorbat aus Ascorbinsäure synthetisiert, welche durch die Reichstein-Synthese oder möglicherweise unter Einsatz gentechnisch veränderter Organismen gewonnen wird.

## Verwendung
Natriumascorbat findet als Antioxidationsmittel, Mehlbehandlungsmittel und als Farbstabilisator Verwendung.
Es wird eingesetzt, um die Braunfärbung von frisch geschnittenem Obst zu verhindern. Auch bei Fleisch wird es in Kombination mit Nitritpökelsalz verwendet, um die Rotfärbung des Fleisches zu erhalten.
Es wird oft in Obst- und Gemüsekonserven, Fruchtsäften und -nektaren, Konfitüre, Gelee, Marmelade, Fleisch- und Wurstwaren sowie in Brot, Backmischungen, Bier und Wein beigefügt.
Es ist in der EU als Lebensmittelzusatzstoff der Nummer E 301 ohne Höchstmengenbeschränkung für alle Lebensmittel allgemein zugelassen.
Es wird auch häufig verwendet, um den Vitamin-C-Gehalt zu erhöhen. Wenn dies der einzige Grund ist, warum Natriumascorbat verwendet wird, darf man es als Vitamin C deklarieren, andernfalls erfolgt die Bezeichnung als „E 301“ oder „Natriumascorbat“.